# Queen Elizabeth II Park
El Queen Elizabeth II Park fue un estadio multipropósito ubicado en Christchurch en Nueva Zelanda.

## Historia
El estadio fue construido en 1973 en un área de 49 hectáreas, con capacidad para 25.000 espectadores como una de las sede de los Juegos de la Mancomunidad de 1974, aunque para ese evento al estadio le fue limitada su capacidad a 10.000 espectadores, y más tarde la expandieron a 35.000.
Contaba con pista de atletismo, piscina pública y una piscina para clavados, y detrás tenían una cancha para el críquet llamado Village Green, el cual era utilizado por el equipo Canterbury Wizards; y al noroeste tenían un campo de golf.
El estadio también fue sede de varios conciertos de grupos como The Eagles, Beach Boys, Kenny Rogers, Dolly Parton, Neil Diamond, y Red Hot Chilli Peppers, así como parte de la gira Isolar II – The 1978 World Tour de David Bowie.
Fue la sede del último concierto de Talking Heads en 1984, y también de que fue la sede donde esa misma banda fue inducida al Salón de la Fama del Rock And Roll en 2002.
Fue sede de dos mundiales de fútbol: la Copa Mundial de Fútbol Sub-17 de 1999 y la Copa Mundial Femenina de Fútbol Sub-17 de 2008; así como de la IPC Athletics World Championships en 2011 luego de su primera remodelación.
Entre los años 1980 y los años 2000 el estadio contaba con un parque de diversiones, en donde los visitante podían usar vehículos pequeños y jugar minigolf entre otras cosas.

### Remodelaciones
La primera remodelación del estadio se dio a causa del Terremoto de Christchurch de 2010 de 7.1 grados, por lo que estuvo cerrado por las reparaciones. Se hizo otra remodelación en 2011 luego del otro terremoto en febrero, que provocó la demolición de todo el complejo de piscinas que había para colocar dos colegios en su lugar.
Se tenía previsto que las instalaciones fueran utilizadas para los Juegos de la Mancomunidad de 2018 para los eventos de atletismo y natación, idea en la que el primer ministro John Key estuvo en contra y con el terremoto de 2011 la idea se vino abajo.

### Post-Terremoto
En marzo de 2012 el consejo de la ciudad de Christchurch reportó que no era factible reparar el estadio luego del terremoto, por lo que determinó que la demolición del estadio junto con los demás campos adyacentes empezara en agosto de ese año.
En febrero de 2015, Hekia Parata, ministro de educación, anunció que los dos colegios creados en las instalaciones del estadio a causa del terremoto (Avonside Girls' y Shirley Boys') fueran trasladados a unos nuevos terrenos de 11.5 hectáreas con el fin de que se construyera el Eastern Sport & Recreation Centre en su lugar.

## Rugby
El estadio también fue utilizado para que la selección de rugby de Nueva Zelanda disputara partidos de la liga mundial durante la década de los años 1980 de tres que se jugaron en total:
| # | Fecha               | Resultado                                 | Asistencia |
| - | ------------------- | ----------------------------------------- | ---------- |
| 1 | 19 de junio de 1985 | Australia venció a Isla del Sur 56–0      | 6,800      |
| 2 | 9 de julio de 1989  | Australia venció a Nueva Zelanda 26–6     | 17,000     |
| 3 | 15 de julio de 1990 | Nueva Zelanda venció a Gran Bretaña 21–18 | 3,113      |

## Galería

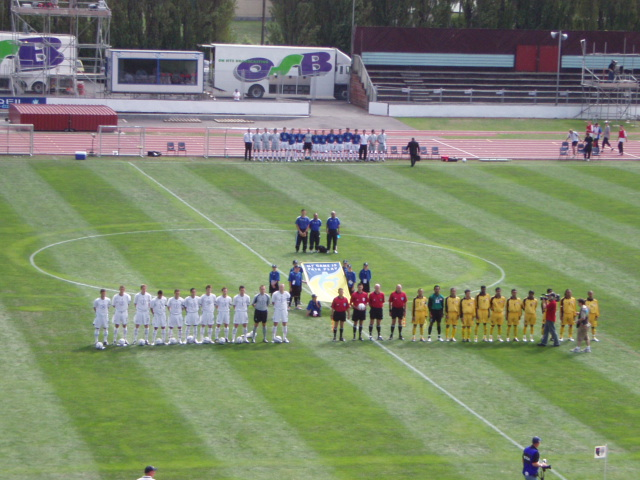
Nueva Zelanda y Malasia antes de un partido amistoso.
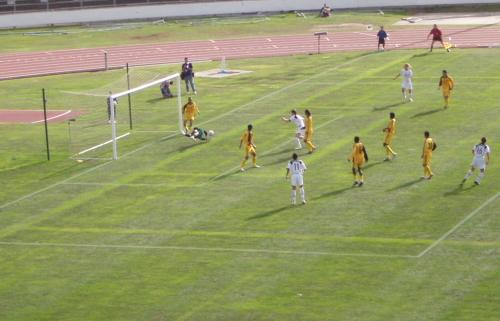
Nueva Zelanda atacando a Malasia en un amistoso.
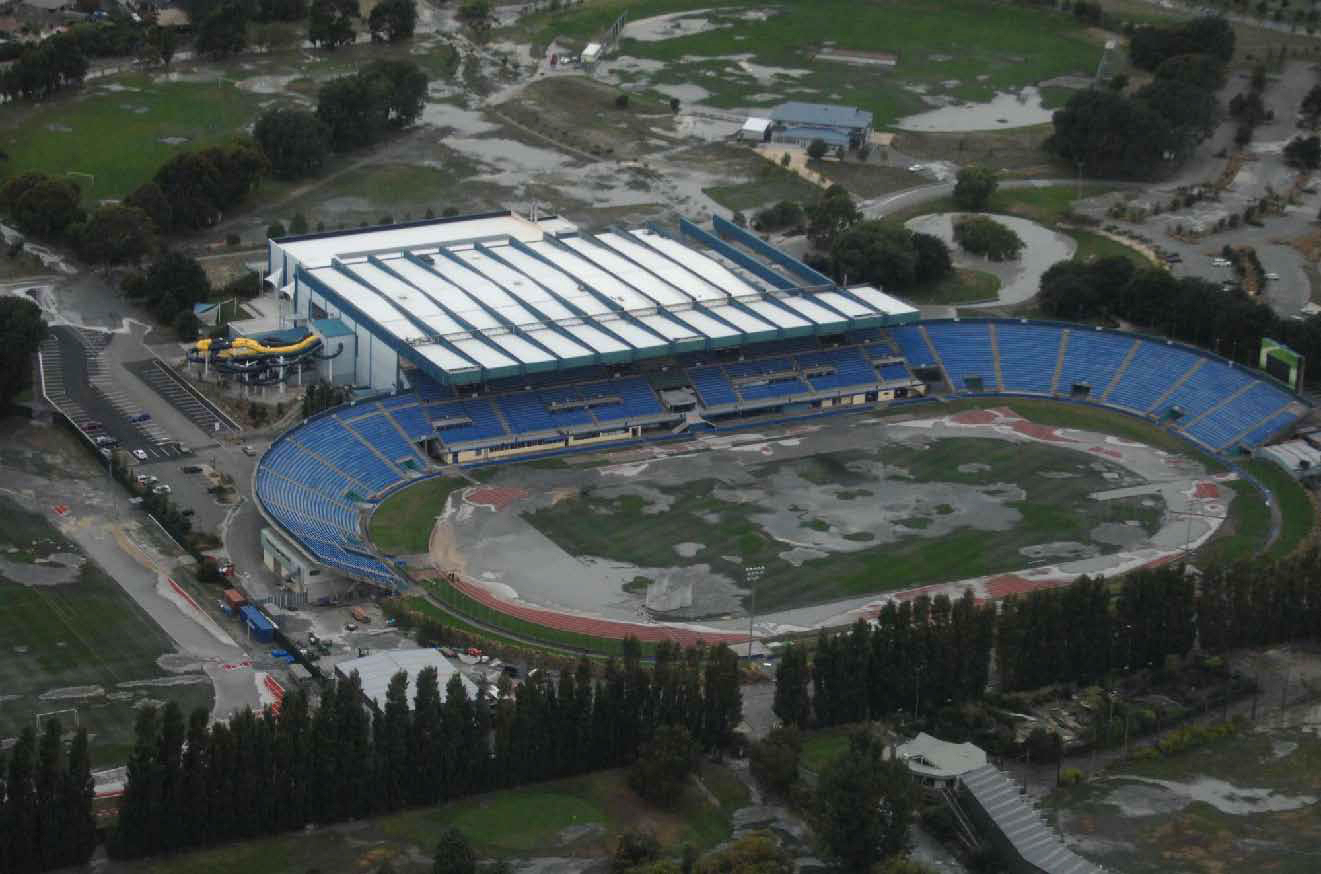
El estadio luego del terremoto de 2011.
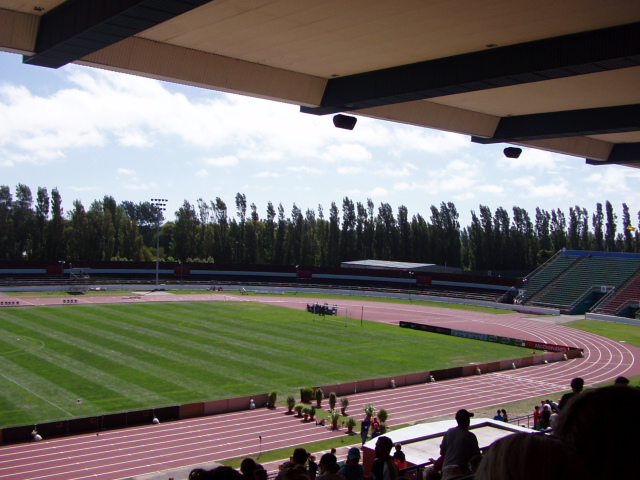
El lado este del Queen Elizabeth II Park, desde la entrada principal.
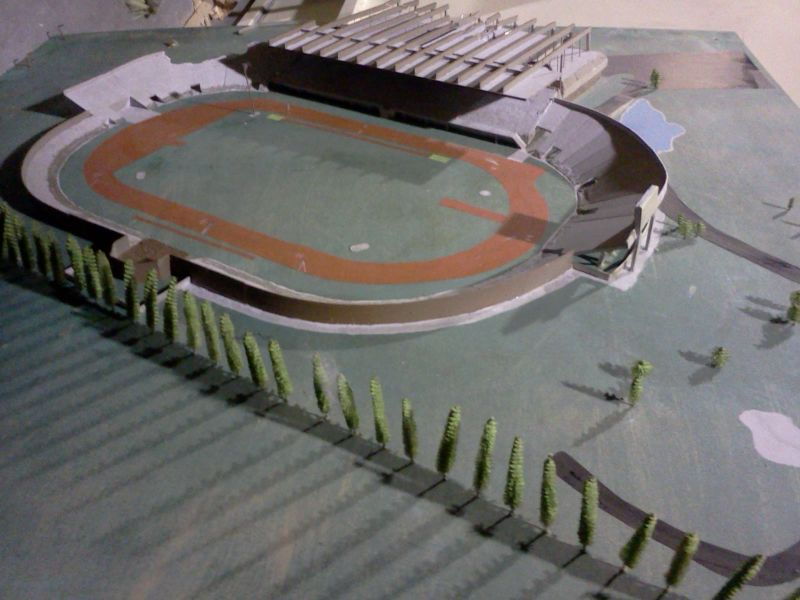
Túnel de viento utilizado por la Universidad de Canterbury durante los Juegos de Mancomunidad de 1974.